# Народ против (квиз)
The people versus или Народ против је популарни телевизијски квиз, производ продукцијске куће Celador (која је власник лиценце и за квизове Желите ли да постанете милионер? и Кеш такси) (енгл. Cash cab). Квиз је емитован у Уједињеном Краљевству на ITV-у од 2000. до 2002. године.

## Правила квиза
Квиз је јединствен по томе што у њему гледаоци постављају питања, шаљући их путем СМС-а, као и по томе што не постоји ограничена новчана сума коју такмичар може освојити (исти такмичар може учествовати у више емисија заредом све док не да погрешан одговор).
Квиз се састоји из више рунда (кругова) који садрже по пет питања. Један затворен круг вреди 100 хиљада динара, а гледалац који је послао питање може освојити највише 30 хиљада динара. Такмичар има право на укупно три замене питања по кругу. Питање се замењује питањем из такмичареве специјалистичке области коју пријављује пре снимања. Поред три замене такмичару на располагању стоји и помоћ ДАЉЕ којом прескаче дато питање, а коју може искористити у првом кругу 4 пута, у другом три, трећем два и у четвртом једанпут.
У случају да такмичар да нетачан одговор,  укључује се гледалац на чије питање је такмичар дао погрешан одговор, након чега се игра гонг игра. Такмичар бира између једног од три низа, од којих један иде до новчане вредности круга,  а остала два се завршавају гонгом. Уколико се гонг огласи, гледалац који је послао питање осваја читаву вредност круга у коме је такмичар погрешио, а такмичар одлази са свим новцем из затворених претходних рунди (одговорених свих 5 кругова). Ако је такмичар изабрао низ који иде до краја,  при чему низ дође до краја, онда такмичар носи сав новац круга у коме је играо гонг игру а гледалац не осваја ништа. Најчешћа могућност је притисак дугмета, при чему се низ зауставља на насумично генерисаном новчаном износу. Генерисан износ иде такмичару, а разлика вредности круга и заустављеног износа иде гледаоцу који је послао питање. 

## „Народ против” у Србији
Квиз је већ емитован у Србији од 20. децембра 2002. године под именом Сам против свих на РТС-у петком, а водитељ је био Иван Бауер. Емитовање је прекинуто 3. октобра 2005. године након три сезоне због неисплаћених финансијских обавеза према тадашњем Селадоровом представнику за СЦГ. У исто време прекинуто је и емитовање шоу програма Срећни телефони,  по лиценци такође Селадоровог формата Talking Telephone Numbers. Следеће,  2006. године квиз је замењен потпуно домаћим форматом Високи напон.
Продукцијска кућа Адвантиџ (енгл. Advantage) је откупила права на емитовање овог квиза и његово емитовање на телевизији Б92 почело је 17. фебруара 2009. године, а завршило се 10. јула 2009. године. Квиз се емитовао четири пута недељно (од уторка до петка) у 20:00. Водитељ квиза је био Милош Миловановић.
Наградни фонд:
РТС - прва верзија (2002—2003)
- Круг 1-2.000 дин.
- Круг 2-10.000 дин.
- Круг 3-30.000 дин.
- Круг 4-60.000 дин.
- Круг 5-200.000 дин.

РТС - друга верзија (2003—2005)
- Круг 1-1.000 дин.
- Круг 2-5.000 дин.
- Круг 3-15.000 дин.
- Круг 4-30.000 дин.
- Круг 5-100.000 дин.

Б92 верзија (2009)
- Рунда 1-1.000 дин.
- Рунда 2-5.000 дин.
- Рунда 3-15.000 дин.
- Рунда 4-30.000 дин.
- Рунда 5-100.000 дин.